# Caenaugochlora cupriventris
Caenaugochlora cupriventris är en biart som först beskrevs av Joseph Vachal 1904.  Caenaugochlora cupriventris ingår i släktet Caenaugochlora och familjen vägbin. Inga underarter finns listade.